# Síntese orgânica
Síntese orgânica é o campo da química orgânica responsável pela construção de moléculas orgânicas através de processos químicos. Um dos principais objetivos desse tipo de síntese é criar compostos químicos complexos a partir de compostos simples, graças à diversidade de moléculas orgânicas.

## Histórico

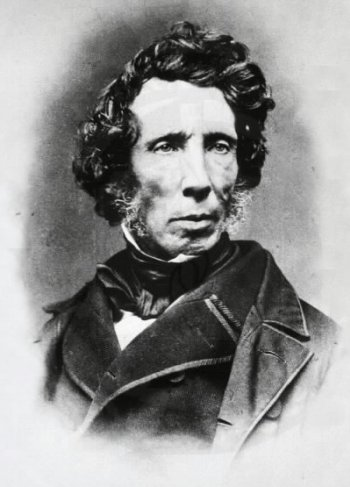
Friedrich Woehler

A Síntese Orgânica têm como marco de seu nascimento a síntese da ureia em 1828 realizada acidentalmente por Frederich Wöhler através do aquecimento do cianato de amônio. Na época, vários químicos influentes defendiam a teoria da força vital, segundo a qual a matéria orgânica só podia ser produzida pelos seres vivos através da vis vitalis (força ou energia vital) inerente na própria vida.
Em 1856 através da tentativa frustrada de preparar quinina a partir da anilina, Willian H. Perkin sintetizou o corante mauveína, abrindo caminho para o desenvolvimento da química medicinal como ciência.
A associação entre Química Medicinal e Química Orgânica evidente na busca de Perkin por uma rota de síntese da quinina reflete na Química Orgânica Sintética atual, onde os principais alvos dos estudos desenvolvidos por químicos orgânicos sintéticos focam produtos com atividades biológicas e/ou farmacológicas destacadas.
A partir da segunda metade do século XX, a descoberta de reações novas (com destaque para reações de formação da ligação Carbono-carbono e para o desenvolvimento de reagentes organometálicos de metais de transição) fomentou um rápido desenvolvimento da síntese orgânica. Destacam-se:

### Anos 50
- Sínteses totais orientadas pelas estruturas;
- Destaque para a busca de elucidação dos caminhos mecanísticos das reações químicas;
- Em 1954 foi publicada a síntese da estricninaque por R. B. Woodward, considerada a primeira síntese total de um produto natural.

### Anos 60
- Início do uso de estratégias de síntese e conceitos de planejamento sintético;
- Desenvolvimento de metodologias sintéticas de Organocupratos e Georg Wittig, que abriram um horizonte de enorme potencial para novas rotas de síntese;
- Síntese de Moléculas de alta complexidade em laboratório (como prostaglandinas e terpenóides).
- Desenvolvimento de metais de transição contendo ligantes quirais para catálise de processos enantiosseletivos.

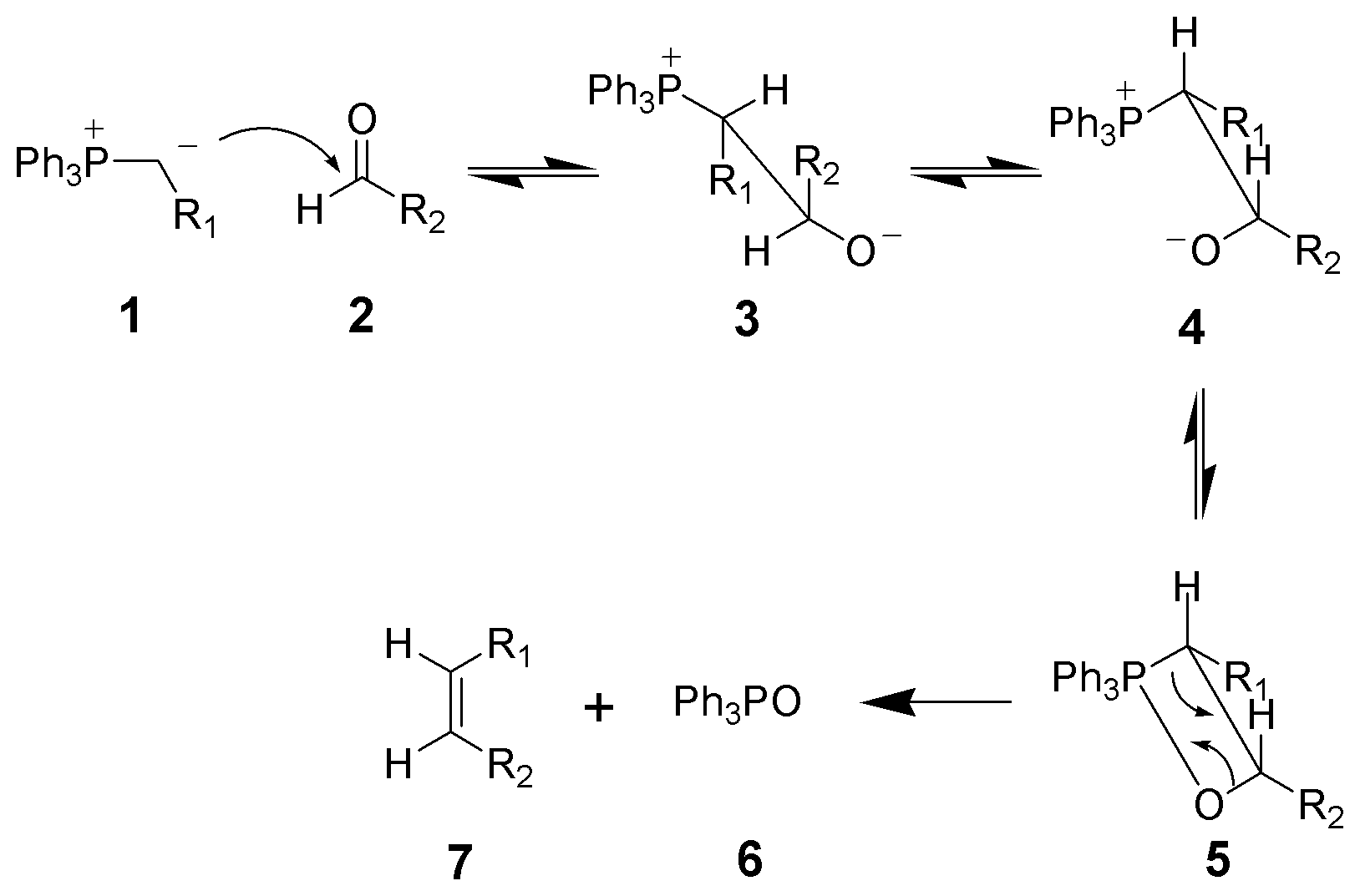
Mecanismo proposto para a Olefinação de Wittig

### Anos 70
- Desenvolvimento de metodologias e estratégias de sínteses biomiméticas (baseadas em processos de síntese naturais);
- Primeiros auxiliares quirais: Crescimento de estudos que resultaram em métodos de controle estereoquímico de reações (estratégias para controle estereoquímico de ligações Carbono-Carbono, reações de oxidação e de redução).

### Anos 80
- Desenvolvimento de reações enantiosseletivas através de catalisadores quirais de grande impacto para a Ciência, cujo  avanço científico resultou no Prêmio Nobel de Química em 2001 para os químicos K. Barry Sharpless, Ryoji Noyori, William S. Knowles, pioneiros no desenvolvimento das estratégias de catálise assimétrica;
- Dentre as principais reações e ferramentas de síntese desenvolvidas na década de 80 destacam-se
  - Reação aldólica;
    - Química das acil oxazolidinonas desenvolvida por David A. Evans (Universidade Harvard) e colaboradores (reações de adição aldólica diestereoseletivas);

  - Epoxidação de Sharpless;
  - Uso do ligante BINAP em catalisadores quirais (R. Noyori);
  - Hidrogenação catalítica (síntese da L-DOPA pela Monsanto).

### Anos 90
- Síntese assimétrica de Estruturas Orgânicas com alta complexidade estrutural, como a palitoxina sintetizada por Y. Kishi e colaboradores;

Fórmula Estrutural da Palitoxina (Palytoxin - C128H221N3O54).

- Ampliação do conhecimento da estrutura do sítio ativo de proteínas receptoras e enzimas possibilitou o desenvolvimento de metodologias novas, fortaleceu a relação estratégica da bioquímica com a química orgânica sintética.
- O Desenho planejado de novos bioligantes e o seu uso para o desenvolvimento de novas ferramentas de Síntese;
- Estudos envolvendo estruturas supramoleculares e mimetização de processos de auto-agregação e reconhecimento molecular presentes nas estruturas biológicas.